# Gwoya Jungarai

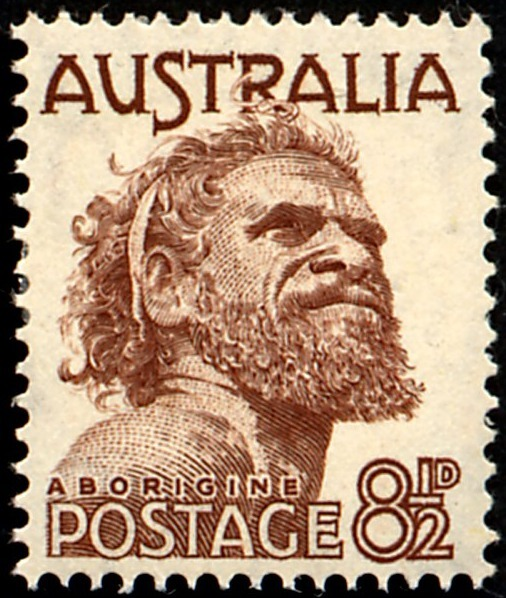
Gwoya Jungarai op postzegel

Gwoya Jungarai (ca. 1895 - 28 maart 1965), ook wel bekend als One Pound Jimmy, was een Aboriginal van de Warlpiristam. Hij kreeg zijn bijnaam doordat hij niet alleen boemerangs maakte van één pond per stuk maar ook doordat hij allerlei klusjes uitvoerde voor steeds ditzelfde bedrag.
In 1928 werd zijn familie uitgemoord in wat de geschiedenis in zou gaan als de Coniston massacre. In 1935 maakte Roy Dunstan een aantal foto's van hem voor Australian Geographic en Walkabout magazine, als overlevende van deze misdaad. Roy betaalde ook weer één pond. Deze foto's werden in de jaren 50 tweemaal op een postzegel afgebeeld en op een briefkaart. Hierdoor werd Gwoya Jungarai zeer bekend.
Vanaf 1997 wordt Gwoya Jungarai afgebeeld op de munten van twee Australische dollar. Zijn zoon, Clifford Possum Tjapaltjarri, is een bekende schilder.